# Dustin Ackley
Dustin Michael Ackley (ur. 26 lutego 1988 w Winston-Salem) – amerykański baseballista, który występował na pozycji zapolowego.

## Przebieg kariery
Ackley studiował na University of North Carolina w Chapel Hill, gdzie w latach 2007–2009 grał w drużynie uniwersyteckiej North Carolina Tar Heels. W czerwcu 2009 roku został wybrany w pierwszej rundzie draftu z numerem drugim przez Seattle Mariners i początkowo występował w klubach farmerskich tego zespołu, między innymi w Tacoma Rainiers, reprezentującym poziom Triple-A. W Major League Baseball zadebiutował 17 czerwca 2011 w meczu międzyligowym przeciwko Philadelphia Phillies, w którym zaliczył single'a w pierwszym podejściu do odbicia. Dzień później w spotkaniu z Phillies zdobył pierwszego home runa w MLB.
4 maja 2013 w meczu z Toronto Blue Jays zdobył pierwszego grand slama w MLB. W połowie sezonu 2013 został przesunięty z drugiej bazy na zapole.
30 lipca 2015 w ramach wymiany zawodników przeszedł do New York Yankees.
4 lutego 2017 podpisał niegwarantowany kontrakt z Los Angeles Angels of Anaheim.